# Afrohelcon prolatus
Afrohelcon prolatus är en stekelart som beskrevs av Van Achterberg 1990. Afrohelcon prolatus ingår i släktet Afrohelcon och familjen bracksteklar. Inga underarter finns listade i Catalogue of Life.